# Lampett

Vägglampett i Brahematsalen på Skoklosters slott

Lampett är en diminutivform av lampa och betyder en lamp- eller ljushållare för en eller flera ljuskällor, avsedd att fästas på väggen.
En enklare lampett för ljus kallas applick. Under 1500-talet blev spegellampetter populära i Frankrike och under 1600-talet börjar de dyka upp i Sverige. En lampett i mässing med reflektor av en polerad mässingyta kallas ljusplåt.